# سال سلینجر من
سال سلینجر من (به انگلیسی: My Salinger Year) یک فیلم درام آمریکایی-کانادایی-ایرلندی محصول سال ۲۰۲۰ است که توسط فیلیپه فالاردیو ساخته و کارگردانی شده‌است.

## بازیگران
- مارگارت کوالی در نقش جوآنا
- سیگورنی ویور در نقش مارگارت
- داگلاس بووث در نقش دان
- کلم فیور در نقش دانیل
- سینا کرلاک در نقش جنی
- برایان اف. اوبرن در نقش هیو
- شیائو سان در نقش لیزا
- تئودور پلرین در نقش پسری از وینستون-سالم
- یانیک تروسدیل در نقش مکس
- حمزه حق در نقش کارل
- لنی پارکر در نقش پام

## انتشار
این فیلم در هفتادمین جشنواره بین‌المللی فیلم برلین در تاریخ ۲۰ فوریه ۲۰۲۰، به نمایش درآمد. اندکی پس از آن، IFC فیلمز حق توزیع فیلم را بدست آورد.

## بازخورد
راتن تومیتوز ۱۷ بررسی را جمع‌آوری کرد و ۵۹٪ از آنها را مثبت ارزیابی کرد و به این فیلم میانگین امتیاز ۵٫۹۲ از ۱۰ را بدست آورد. پیتر بردشاو از مجله گاردین این فیلم را به نمایش گذاشت و به آن از بین پنج ستاره یکی اهدا کرد و آن را «فیلمی ناخوشایند، بی زرق و برق، مشتق - یک نسخه بدون سکس و سرگرم کنندگی از فیلم شیطان پرادا می‌پوشد» نامید.